# Daktyl
| Dvojslabičné | Dvojslabičné                |
| ------------ | --------------------------- |
| ◡ –          | jamb                        |
| – ◡          | trochej                     |
| –            | spondej                     |
| Trojslabičné |                             |
| ◡            | tribrachys                  |
| – ◡          | daktyl                      |
| ◡ – ◡        | amfibrach                   |
| ◡ –          | anapest                     |
| Kombinované  |                             |
| – ◡ – ◡      | daktylotrochej              |
| Legenda      |                             |
| –            | dlouhá, přízvučná slabika   |
| ◡            | krátká, nepřízvučná slabika |

Mnemotechnická pomůcka k počítání daktylů

Daktyl je v metrice stopa, skládající se z jedné přízvučné (či v časoměrném verši dlouhé) slabiky a dvou nepřízvučných (či krátkých) v uvedeném pořadí. Daktyl je v české literatuře velmi hojný a používaný (a také kombinovaný s jinými stopami, především s trocheji, pak se mu říká daktylotrochej), což souvisí i s jeho snadnou vytvořitelností, skládá se z nich také tzv. hexametr.

## Ukázka
Černý bor utíká s kopečka,

široké jezero pod ním,

nad vodou létají rybárky,

podobny plachtám jsou lodním.

Hradisko sivé a vysoké,

na příkré vyhnáno skále - 

dnes tam jen Themida promlouvá

ve jménu boha a krále.

Petr Bezruč - Plumlov
(Pro větší srozumitelnost jsou přízvučné slabiky vyznačeny tučně, v citované ukázce je poslední stopa sudých veršů neúplná.)
Daktylská tendence se uplatňuje také v českém alexandrínu, i když původně tento druh verše byl jambický:
Jste mrtva? Poproste tedy svůj náhrobek,
aby se nadlehčil. Poproste růže, paní,
aby se zavřely. Poproste rozpadání,
aby vám přečetlo list o mém rozpadu.
(Jiří Orten, Sedmá elegie)
V polské literatuře daktyl (i když není přirozený rytmus) se vyskutuje především ve sloce 10(5+5)|8|10(5+5)|8, která se jmenuje stanislavovská, protože byla velmi popularní během panování krále Stanislava Augusta Poniatowského (konec 18. století).
Broni się jeszcze z wież Alpuhary
Almanzor z garstką rycerzy.
Hiszpan pod miastem zatknął sztandary,
Jutro do szturmu uderzy.
(Adam Mickiewicz, Alpuhara (balada) z epické básně Konrad Wallenrod)